# Corynascus novoguineensis
Corynascus novoguineensis är en svampart som först beskrevs av Udagawa & Y. Horie, och fick sitt nu gällande namn av Arx 1973. Corynascus novoguineensis ingår i släktet Corynascus och familjen Chaetomiaceae.   Inga underarter finns listade i Catalogue of Life.